# Torneo Nacional de Desarrollo M16 2018
El  Torneo Nacional de Desarrollo M16 de 2018 fue la tercera edición del torneo para los seleccionados M16 de desarrollo de las uniones regionales afiliadas a la Unión Argentina de Rugby. La torneo se llevó a cabo el 26 y 28 de octubre de 2018 en Pergamino, Provincia de Buenos Aires.
La Unión Argentina de Rugby designó a la Unión de Rugby del Oeste de Buenos Aires como anfitriones del torneo por tercer año consecutivo, la cual a la vez eligió nuevamente al Club de Gimnasia y Esgrima de Pergamino  como sede.
En la final se enfrentaron por segundo año consecutivo los seleccionados de la URBA y la UROBA. En esta ocasión, el conjunto porteño se quedó con la victoria, derrotando a los anfitriones 22-12 y obteniendo así su primer título. La Unión de Rugby de Mar del Plata ganó la Copa de Plata por haber ganado el partido por el 3.° puesto.

## Equipos participantes
Participaron del torneo los seleccionados de dieciséis uniones provinciales argentinas.
| Equipo              | Unión                                                | Part. |
| ------------------- | ---------------------------------------------------- | ----- |
| Alto Valle          | Unión de Rugby del Alto Valle de Río Negro y Neuquén | 1     |
| Buenos Aires        | Unión de Rugby de Buenos Aires                       | 2     |
| Córdoba             | Unión Cordobesa de Rugby                             | 3     |
| Cuyo                | Unión de Rugby de Cuyo                               | 1     |
| Entre Ríos          | Unión Entrerriana de Rugby                           | 3     |
| Jujuy               | Unión Jujeña de Rugby                                | 1     |
| Mar del Plata       | Unión de Rugby de Mar del Plata                      | 3     |
| Oeste               | Unión de Rugby del Oeste de Buenos Aires             | 3     |
| Rosario             | Unión de Rugby de Rosario                            | 3     |
| Salta               | Unión de Rugby de Salta                              | 3     |
| San Juan            | Unión Sanjuanina de Rugby                            | 1     |
| San Luis            | Unión de Rugby San Luis                              | 3     |
| Santa Fe            | Unión Santafesina de Rugby                           | 3     |
| Santiago del Estero | Unión Santiagueña de Rugby                           | 2     |
| Sur                 | Unión de Rugby del Sur                               | 3     |
| Tucumán             | Unión de Rugby de Tucumán                            | 1     |

Los dieciséis equipos participantes clasificaron al torneo por tener, al 31 de agosto de 2018, la mayor cantidad de jugadores de la categoría fichados en clubes de desarrollo, de acuerdo a los siguientes dos criterios: clasificaron las doce uniones provinciales con mayor cantidad en total y las cuatro uniones restantes con mayor cantidad en relación a su cantidad total de fichajes.

## Partidos
|  | Octavos de final | Octavos de final | Octavos de final |               |              | Cuartos de final | Cuartos de final | Cuartos de final |  |              | Semifinales  | Semifinales | Semifinales |  |              | Final        | Final | Final |  |
|  |                  |                  |                  |               |              |                  |                  |                  |  |              |              |             |             |  |              |              |       |       |  |
|  |                  |                  |                  |               |              |                  |                  |                  |  |              |              |             |             |  |              |              |       |       |  |
|  | Buenos Aires     | Buenos Aires     | 84               |               |              |                  |                  |                  |  |              |              |             |             |  |              |              |       |       |  |
|  | Buenos Aires     | Buenos Aires     | 84               |               |              |                  |                  |                  |  |              |              |             |             |  |              |              |       |       |  |
|  | Jujuy            | Jujuy            | 0                |               |              |                  |                  |                  |  |              |              |             |             |  |              |              |       |       |  |
|  | Jujuy            | Jujuy            | 0                |               | Buenos Aires | Buenos Aires     | 27               |                  |  |              |              |             |             |  |              |              |       |       |  |
|  |                  |                  |                  |               | Buenos Aires | Buenos Aires     | 27               |                  |  |              |              |             |             |  |              |              |       |       |  |
|  |                  |                  | Sur              | Sur           | 0            |                  |                  |                  |  |              |              |             |             |  |              |              |       |       |  |
|  | Santa Fe         | Santa Fe         | Sur              | Sur           | 0            | 18               |                  |                  |  |              |              |             |             |  |              |              |       |       |  |
|  | Santa Fe         | Santa Fe         |                  |               |              |                  |                  |                  |  |              |              |             |             |  |              |              |       |       |  |
|  | Sur              | Sur              | 23               |               |              |                  |                  |                  |  |              |              |             |             |  |              |              |       |       |  |
|  | Sur              | Sur              | 23               |               |              |                  |                  |                  |  | Buenos Aires | Buenos Aires | 33          |             |  |              |              |       |       |  |
|  |                  |                  |                  |               |              |                  |                  |                  |  | Buenos Aires | Buenos Aires | 33          |             |  |              |              |       |       |  |
|  |                  |                  | Mar del Plata    | Mar del Plata | 8            |                  |                  |                  |  |              |              |             |             |  |              |              |       |       |  |
|  | Rosario          | Rosario          | Mar del Plata    | Mar del Plata | 8            | 26               |                  |                  |  |              |              |             |             |  |              |              |       |       |  |
|  | Rosario          | Rosario          |                  |               |              |                  |                  |                  |  |              |              |             |             |  |              |              |       |       |  |
|  | Salta            | Salta            | 0                |               |              |                  |                  |                  |  |              |              |             |             |  |              |              |       |       |  |
|  | Salta            | Salta            | 0                |               | Rosario      | Rosario          | 3                |                  |  |              |              |             |             |  |              |              |       |       |  |
|  |                  |                  |                  |               | Rosario      | Rosario          | 3                |                  |  |              |              |             |             |  |              |              |       |       |  |
|  |                  |                  | Mar del Plata    | Mar del Plata | 18           |                  |                  |                  |  |              |              |             |             |  |              |              |       |       |  |
|  | Mar del Plata    | Mar del Plata    | Mar del Plata    | Mar del Plata | 18           | 25               |                  |                  |  |              |              |             |             |  |              |              |       |       |  |
|  | Mar del Plata    | Mar del Plata    |                  |               |              |                  |                  |                  |  |              |              |             |             |  |              |              |       |       |  |
|  | San Luis         | San Luis         | 7                |               |              |                  |                  |                  |  |              |              |             |             |  |              |              |       |       |  |
|  | San Luis         | San Luis         | 7                |               |              |                  |                  |                  |  |              |              |             |             |  | Buenos Aires | Buenos Aires | 22    |       |  |
|  |                  |                  |                  |               |              |                  |                  |                  |  |              |              |             |             |  | Buenos Aires | Buenos Aires | 22    |       |  |
|  |                  |                  | Oeste            | Oeste         | 12           |                  |                  |                  |  |              |              |             |             |  |              |              |       |       |  |
|  | Oeste            | Oeste            | Oeste            | Oeste         | 12           | 60               |                  |                  |  |              |              |             |             |  |              |              |       |       |  |
|  | Oeste            | Oeste            |                  |               |              |                  |                  |                  |  |              |              |             |             |  |              |              |       |       |  |
|  | Alto Valle       | Alto Valle       | 0                |               |              |                  |                  |                  |  |              |              |             |             |  |              |              |       |       |  |
|  | Alto Valle       | Alto Valle       | 0                |               | Oeste        | Oeste            | 19               |                  |  |              |              |             |             |  |              |              |       |       |  |
|  |                  |                  |                  |               | Oeste        | Oeste            | 19               |                  |  |              |              |             |             |  |              |              |       |       |  |
|  |                  |                  | San Juan         | San Juan      | 0            |                  |                  |                  |  |              |              |             |             |  |              |              |       |       |  |
|  | Tucumán          | Tucumán          | San Juan         | San Juan      | 0            | 0                |                  |                  |  |              |              |             |             |  |              |              |       |       |  |
|  | Tucumán          | Tucumán          |                  |               |              |                  |                  |                  |  |              |              |             |             |  |              |              |       |       |  |
|  | San Juan         | San Juan         | 19               |               |              |                  |                  |                  |  |              |              |             |             |  |              |              |       |       |  |
|  | San Juan         | San Juan         | 19               |               |              |                  |                  |                  |  | Oeste        | Oeste        | 27          |             |  |              |              |       |       |  |
|  |                  |                  |                  |               |              |                  |                  |                  |  | Oeste        | Oeste        | 27          |             |  |              |              |       |       |  |
|  |                  |                  | Entre Ríos       | Entre Ríos    | 3            |                  |                  |                  |  |              |              |             |             |  |              |              |       |       |  |
|  | Córdoba          | Córdoba          | Entre Ríos       | Entre Ríos    | 3            | 19               |                  |                  |  |              |              |             |             |  |              |              |       |       |  |
|  | Córdoba          | Córdoba          |                  |               |              |                  |                  |                  |  |              |              |             |             |  |              |              |       |       |  |
|  | Cuyo             | Cuyo             | 0                |               |              |                  |                  |                  |  |              |              |             |             |  |              |              |       |       |  |
|  | Cuyo             | Cuyo             | 0                |               | Córdoba      | Córdoba          | 12               |                  |  |              |              |             |             |  |              |              |       |       |  |
|  |                  |                  |                  |               | Córdoba      | Córdoba          | 12               |                  |  |              |              |             |             |  |              |              |       |       |  |
|  |                  |                  | Entre Ríos       | Entre Ríos    | 14           |                  |                  |                  |  |              |              |             |             |  |              |              |       |       |  |
|  | Entre Ríos       | Entre Ríos       | Entre Ríos       | Entre Ríos    | 14           | 44               |                  |                  |  |              |              |             |             |  |              |              |       |       |  |
|  | Entre Ríos       | Entre Ríos       |                  |               |              |                  |                  |                  |  |              |              |             |             |  |              |              |       |       |  |
|  | Sgo. del Estero  | Sgo. del Estero  | 14               |               |              |                  |                  |                  |  |              |              |             |             |  |              |              |       |       |  |
|  | Sgo. del Estero  | Sgo. del Estero  | 14               |               |              |                  |                  |                  |  |              |              |             |             |  |              |              |       |       |  |
|  |                  |                  |                  |               |              |                  |                  |                  |  |              |              |             |             |  |              |              |       |       |  |

### Octavos de final
| 26 de octubre | Buenos Aires | 84 - 0  | Jujuy | Gimnasia y Esgrima (P), Pergamino |  |
|               |              | Reporte |       |                                   |  |

| 26 de octubre | Santa Fe | 18 - 23 | Sur | Gimnasia y Esgrima (P), Pergamino |  |
|               |          | Reporte |     |                                   |  |

| 26 de octubre | Rosario | 26 - 0  | Salta | Gimnasia y Esgrima (P), Pergamino |  |
|               |         | Reporte |       |                                   |  |

| 26 de octubre | Mar del Plata | 25 - 7  | San Luis | Gimnasia y Esgrima (P), Pergamino |  |
|               |               | Reporte |          |                                   |  |

| 26 de octubre | Oeste | 60 - 0  | Alto Valle | Gimnasia y Esgrima (P), Pergamino |  |
|               |       | Reporte |            |                                   |  |

| 26 de octubre | Tucumán | 0 - 19  | San Juan | Gimnasia y Esgrima (P), Pergamino |  |
|               |         | Reporte |          |                                   |  |

| 26 de octubre | Córdoba | 19 - 0  | Cuyo | Gimnasia y Esgrima (P), Pergamino |  |
|               |         | Reporte |      |                                   |  |

| 26 de octubre | Entre Ríos | 44 - 14 | Santiago del Estero | Gimnasia y Esgrima (P), Pergamino |  |
|               |            | Reporte |                     |                                   |  |

### Cuartos de final
Cuartos de final (1.° al 8.° puesto)
| 26 de octubre | Buenos Aires | 27 - 0  | Sur | Gimnasia y Esgrima (P), Pergamino |  |
|               |              | Reporte |     |                                   |  |

| 26 de octubre | Rosario | 3 - 18  | Mar del Plata | Gimnasia y Esgrima (P), Pergamino |  |
|               |         | Reporte |               |                                   |  |

| 26 de octubre | Oeste | 19 - 0  | San Juan | Gimnasia y Esgrima (P), Pergamino |  |
|               |       | Reporte |          |                                   |  |

| 26 de octubre | Córdoba | 12 - 14 | Entre Ríos | Gimnasia y Esgrima (P), Pergamino |  |
|               |         | Reporte |            |                                   |  |

Cuartos de final (9.° al 16.° puesto)
| 26 de octubre | Jujuy | 0 - 56  | Santa Fe | Gimnasia y Esgrima (P), Pergamino |  |
|               |       | Reporte |          |                                   |  |

| 26 de octubre | Salta | 36 - 12 | San Luis | Gimnasia y Esgrima (P), Pergamino |  |
|               |       | Reporte |          |                                   |  |

| 26 de octubre | Alto Valle | 7 - 56  | Tucumán | Gimnasia y Esgrima (P), Pergamino |  |
|               |            | Reporte |         |                                   |  |

| 26 de octubre | Cuyo | 38 - 0  | Santiago del Estero | Gimnasia y Esgrima (P), Pergamino |  |
|               |      | Reporte |                     |                                   |  |

### Semifinales
Semifinales (1.° al 4.° puesto)
| 28 de octubre | Buenos Aires | 33 - 8  | Mar del Plata | Gimnasia y Esgrima (P), Pergamino |  |
|               |              | Reporte |               |                                   |  |

| 28 de octubre | Oeste | 27 - 3  | Entre Ríos | Gimnasia y Esgrima (P), Pergamino |  |
|               |       | Reporte |            |                                   |  |

Semifinales (5.° al 8.° puesto)
| 28 de octubre | Sur | 11 - 7  | Rosario | Gimnasia y Esgrima (P), Pergamino |  |
|               |     | Reporte |         |                                   |  |

| 28 de octubre | San Juan | 12 - 19 | Córdoba | Gimnasia y Esgrima (P), Pergamino |  |
|               |          | Reporte |         |                                   |  |

Semifinales (9.° al 12.° puesto)
| 28 de octubre | Santa Fe | 27 - 3  | Salta | Gimnasia y Esgrima (P), Pergamino |  |
|               |          | Reporte |       |                                   |  |

| 28 de octubre | Tucumán | 24 - 0  | Cuyo | Gimnasia y Esgrima (P), Pergamino |  |
|               |         | Reporte |      |                                   |  |

Semifinales (13.° al 16.° puesto)
| 28 de octubre | Jujuy | 7 - 29  | San Luis | Gimnasia y Esgrima (P), Pergamino |  |
|               |       | Reporte |          |                                   |  |

| 28 de octubre | Alto Valle | 15 - 10 | Santiago del Estero | Gimnasia y Esgrima (P), Pergamino |  |
|               |            | Reporte |                     |                                   |  |

### Finales
Final
| 28 de octubre | Buenos Aires | 22 - 12 | Oeste | Gimnasia y Esgrima (P), Pergamino |  |
|               |              | Reporte |       |                                   |  |

Final 3.° puesto
| 28 de octubre | Mar del Plata | 13 - 0  | Entre Ríos | Gimnasia y Esgrima (P), Pergamino |  |
|               |               | Reporte |            |                                   |  |

Final 5.° puesto
| 28 de octubre | Sur | 0 - 26  | Córdoba | Gimnasia y Esgrima (P), Pergamino |  |
|               |     | Reporte |         |                                   |  |

Final 7.° puesto
| 28 de octubre | Rosario | 22 - 5  | San Juan | Gimnasia y Esgrima (P), Pergamino |  |
|               |         | Reporte |          |                                   |  |

Final 9.° puesto
| 28 de octubre | Santa Fe | 19 - 5  | Tucumán | Gimnasia y Esgrima (P), Pergamino |  |
|               |          | Reporte |         |                                   |  |

Final 11.° puesto
| 28 de octubre | Salta | 17 - 12 | Cuyo | Gimnasia y Esgrima (P), Pergamino |  |
|               |       | Reporte |      |                                   |  |

Final 13.° puesto
| 28 de octubre | San Luis | 17 - 5  | Alto Valle | Gimnasia y Esgrima (P), Pergamino |  |
|               |          | Reporte |            |                                   |  |

Final 15.° puesto
| 28 de octubre | Jujuy | 0 - 15  | Santiago del Estero | Gimnasia y Esgrima (P), Pergamino |  |
|               |       | Reporte |                     |                                   |  |

## Tabla de posiciones
Tabla de posiciones al finalizar el torneo:
| 1.°  | Buenos Aires        | 4 | 0 | 0 | 166 | 20  | +146 |
| 2.°  | Oeste               | 3 | 0 | 1 | 118 | 25  | +93  |
| 3.°  | Mar del Plata       | 3 | 0 | 1 | 64  | 43  | +21  |
| 4.°  | Entre Ríos          | 2 | 0 | 2 | 61  | 66  | -5   |
| 5.°  | Córdoba             | 3 | 0 | 1 | 76  | 26  | +50  |
| 6.°  | Sur                 | 2 | 0 | 2 | 34  | 78  | +44  |
| 7.°  | Rosario             | 2 | 0 | 2 | 58  | 34  | +24  |
| 8.°  | San Juan            | 1 | 0 | 3 | 36  | 60  | -24  |
| 9.°  | Santa Fe            | 3 | 0 | 1 | 120 | 31  | +89  |
| 10.° | Tucumán             | 2 | 0 | 2 | 85  | 45  | +40  |
| 11.° | Salta               | 2 | 0 | 2 | 56  | 77  | -21  |
| 12.° | Cuyo                | 1 | 0 | 3 | 50  | 60  | -10  |
| 13.° | San Luis            | 2 | 0 | 2 | 65  | 73  | -8   |
| 14.° | Alto Valle          | 1 | 0 | 3 | 27  | 143 | -116 |
| 15.° | Santiago del Estero | 1 | 0 | 3 | 39  | 97  | -58  |
| 16.° | Jujuy               | 0 | 0 | 4 | 7   | 184 | -177 |

|  | Campeón.               |
|  | Campeón Copa de Plata. |

|                                    |
| Buenos Aires Campeón Primer título |